# L'Exubérante Smoky
Pour plus de détails, voir Fiche technique et Distribution.
L'Exubérante Smoky (Government Girl) est un film américain en noir et blanc réalisé par Dudley Nichols, sorti en 1943.

## Synopsis
L'ingénieur en automobile Ed Browne se rend à Washington D.C pour comparaître devant le War Construction Board. Sa mission est de superviser la construction de bombardiers pour l'effort de guerre. Mais lorsqu'il arrive à l'hôtel bondé où il est censé loger, il n'y a plus une seule chambre disponible et un sympathique employé de l'hôtel le reconnaît grâce au journal, qui lui offre la chambre 2A.
Ed ignore que la même chambre a été réservée par Elizabeth Smokey Allard, pour son amie May qui va épouser Joe Bates un sergent de l'armée la nuit même. Le mariage a lieu dans le hall de l'hôtel, mais le marié a perdu sa bague, et Smokey en emprunte une à Ed, ce qui lui fait croire que Smokey est la femme qui se marie. Une série d'événements malheureux se produit cette nuit-là et Joe est arrêté par des policiers militaires.
Smokey essaie de trouver quelqu'un qui puisse lui rendre sa moto, qu'a emprunter Joe et Ed passe par hasard par là en se rendant à l'Office des constructions de guerre. Lorsque Smokey lui dit qu'elle travaille à l'office, il accepte de l'y conduire. Il s'avère qu'Ed est le nouveau patron de Smokey. Il apprend qu'elle sort avec un homme nommé Dana McGuire, qui est conseiller du sénateur MacVickers. Dana s'avère rapidement trop égoïste et ambitieux au goût de Smokey.
Lorsque Ed annonce son projet de rendre les usines d'aviation plus efficaces, en produisant deux fois plus de bombardiers chaque année, Smokey le met en garde de ne pas trop s'éloigner des recommandations du gouvernement. Il ignore son avertissement et poursuit son plan d'efficacité. Au bout de six mois, Ed a atteint son objectif, mais il s'est aussi fait des ennemis, dont l'un d'entre eux est C. L. Harvester, qui est devenu une épine dans son pied à cause de la façon dont Ed a ignoré les procédures gouvernementales et a réduit les revenus de Harvester. Les deux hommes deviennent des ennemis acharnés.
Harvester s'associe bientôt à Dana, un sénateur influent ainsi qu'à la puissante mondaine de la Capitale, Adele Wright, menaçant Ed d'une enquête du Sénatoriale. Ed a assez de problèmes personnels pour se rendre compte qu'il est tombé amoureux de Smokey, alors qu'elle a déjà reçu une proposition de Dana.
Smokey, cependant, en brûlant les informations que Harvester a apportées à Dana, sauve la carrière d'Ed. Lorsque son amie May voit cela, elle prétend que Smokey est tombée amoureuse d'Ed. Les deux femmes sont alors recrutées par le gouvernement pour démasquer le comte Bodinski comme un espion étranger. La mission est un succès, et les dossiers qu'Ed était soupçonné d'avoir volés sont rendus à Dana le lendemain par Smokey. Elle témoigne également en faveur d'Ed lors de l'audience, e qui le tire d'affaire. Plus tard il l'a demande ne mariage.

## Fiche technique
- Titre : L'Exubérante Smoky
- Titre original : Government Girl
- Réalisation : Dudley Nichols
- Scénario : Dudley Nichols et Budd Schulberg (adaptation) d'après une histoire d'Adela Rogers St. Johns
- Production : Dudley Nichols et Edward Donahue (producteur associé)
- Société de production : RKO Radio Pictures
- Directeur musical : Constantin Bakaleinikoff
- Musique : Leigh Harline
- Photographie : Frank Redman
- Montage : Roland Gross
- Direction artistique : Albert S. D'Agostino
- Décorateur de plateau : A. Roland Fields et Darrell Silvera
- Costumes : Edward Stevenson
- Pays d'origine : États-Unis
- Langue : anglais
- Format : noir et blanc - Son : Mono (RCA Sound System)
- Genre : Comédie romantique
- Durée : 93 min
- Dates de sortie :
  -  États-Unis : 5 novembre 1943
  -  France : 23 juillet 1948

## Distribution
- Olivia de Havilland : Elizabeth 'Smokey' Allard
- Sonny Tufts : Ed Browne
- Anne Shirley : May Harness Blake
- Jess Barker : Dana McGuire
- James Dunn : sergent Joe Blake
- Paul Stewart : Branch Owens
- Agnes Moorehead : Adele - Mme Delancey Wright
- Harry Davenport : sénateur MacVickers
- Una O'Connor : Mme Harris
- Sig Ruman : ambassadeur

Acteurs non crédités
- Edward Fielding : M. Benson
- Louis Payne : sénateur